# SHADY DOLLS
SHADY DOLLS（シェイディ・ドールズ）は、日本のロックバンド。1983年結成、2000年解散。

## メンバー
- 大矢侑史（おおや ゆうじ、1967年8月27日 - ）：ヴォーカル
- 塚本晃（つかもと あきら、1967年12月30日 - ）：ギター - 1991年に脱退
- 高木克（たかぎ かつ、1968年2月23日 - ）：ギター
- 津田正（つだ ただし、1968年3月6日 - ）：ベース
- 青木卓也（あおき たくや、1967年5月2日 - ）：ドラム
- 川村ケン（かわむら けん、1968年11月25日 - ）：キーボード - 1992年に加入、1996年に脱退
- 増田直記（ますだ なおき、1961年 - ）：ギター - 1992年に加入、アルバム『砂漠のライオン』発売後に脱退。

## 略歴
1983年 
- 大矢侑史、塚本晃を中心にSHADY DOLLS結成。三多摩地区で活動を開始。

1985年
- 1月　青木卓也が加入。

1986年
- 2月　高木克が加入。
- 8月　津田正が加入。

1987年
- 4月21日　テイチクBAIDISレーベルより、アルバム『GET THE BLACK』でメジャーデビュー。バンドの平均年齢は19歳だった。
- 6月14日～7月7日　2ndアルバム製作のためオランダ～ロンドンでリハーサルとレコーディング。
- 7月28日　初めての全国ツアー開始。
- 10月21日　2ndアルバム『BLOW YOUR MIND』発売。

1988年
- 1月7日　この日を皮切りに100本ライブ・スタート。
- 3月21日　ミニ・アルバム『CHEAP THRILL』発売。
- 7月21日　1stシングル『虫かごの街/奴隷』、3rdアルバム『THE BAND ON THE ROOF』発売。
- 12月29日　100本ライブ終了。

1989年
- 3月21日　1stビデオ『HISTORIC PRESENTS』発売。
- 5月21日　4thアルバム『ROUGH DIAMOND』発売。
- 10月21日　ミニ・アルバム『MORE THRILL』発売。
- 11月21日　2ndシングル『BABY転がせ！/裸の詩』発売。

1990年
- 4月10日　5thアルバム『Happy Swing』発売。
- 4月17日～6月12日　「1990 SPRING PARADE“HAPPY”」ツアーを行なう。
- 6月21日　2ndビデオ『Rain Swing』発売。
- 11月1日　「THE CONCERT TOUR」開始。

1991年
- 1月30日　「THE CONCERT TOUR」最終日。
- 3月21日　アコースティック・ミニアルバム『こころの眼』発売。
- 5月6日　この日の日比谷野外音楽堂のライブで塚本晃脱退。
- 7月3日　ベスト・アルバム『PAST WORKS』発売。

1992年
- 4月　川村ケン、増田直記が加入。
- 6月21日　6thアルバム『砂漠のライオン』発売。
- 増田直記脱退。

1993年
- 5月21日　7thアルバム『SHADY DOLLS』発売。
- 12月16日　ライブアルバム『UNDER THE SHADY MOON』発売。

1994年
- 8月3日　8thアルバム『That's Life』発売。

1996年
- 川村ケン脱退。

1998年
- 6月27日　9thアルバム『ルイ ルイ ルイ』発売。

1999年
- 5月7日　ライブアルバム『Acoustic night』発売。

2000年
- 1月30日　解散。

## 作品

### 音源

#### シングル
- 虫かごの街/奴隷（1988年7月21日）
- BABY転がせ!/裸の詩（1989年11月21日）
- 夕やけ空に頬を染めて（1993年11月21日）

#### オリジナル・アルバム
- GET THE BLACK（1987年4月21日）
- BLOW YOUR MIND（1987年10月21日）
- THE BAND ON THE ROOF（1988年7月21日）
- ROUGH DIAMOND（1989年5月21日）
- Happy Swing（1990年4月10日）
- 砂漠のライオン（1992年6月21日）
- SHADY DOLLS（1993年5月21日）
- That's Life（1994年8月3日）
- ルイ ルイ ルイ（1998年6月27日）

#### ミニ・アルバム
- CHEAP THRILL（1988年3月21日）
- MORE THRILL（1989年10月21日）
- こころの眼（1991年3月21日）

#### ベスト・アルバム
- PAST WORKS（1991年7月3日）
- SHADY DOLLS VERY BEST（1999年9月22日）

#### ライブ・アルバム
- UNDER THE SHADY MOON（1993年12月16日）
- Acoustic night（1999年5月7日）
- Sing A Song Last Live（2000年4月8日、impression Arts Records、IAR-1003） 3枚組CD

### 映像作品
- HISTORIC PRESENTS（1989年3月21日、VHS、28MS-5005）
- Rain Swing（1990年6月21日、VHS、TEVN-38009） 1990年日比谷野外音楽堂でのライブを収録。
- SING A SONG -Last Live-（2000年、VHS） 2本組VHS。解散ライブを収録。
- ライブ帝国 THE ROCK in 1989（2005年04月06日、DVD、JPBP-13042） SHADY DOLLS、横道坊主、KATZEのオムニバスDVD

## 書籍

### 関連書籍
- 山あり谷あり終わりなし（1991年10月7日）